# Hidatsa

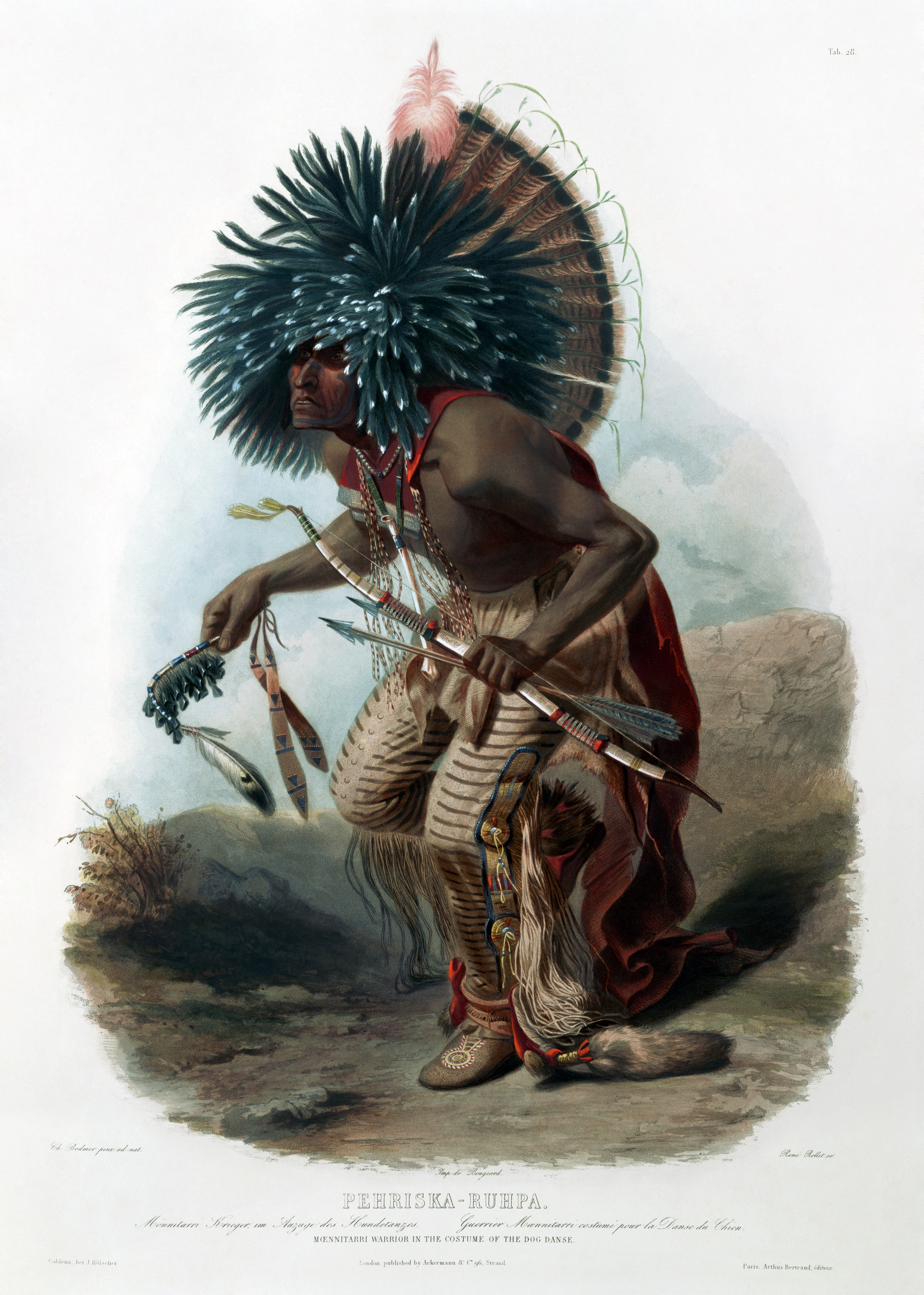
Péhriska-Rúhpa.

Los hidatsa son una tribu amerindia, del grupo de las lenguas siux. La tribu de los mandan les llamaban «Minitari» («los que han atravesado el agua»)  y ocasionalmente, han sido confundidos con los gros ventre en Montana. Se dividen en tres grupos:
- awatixa («pueblo de la roca»);
- awaxawi («pueblo de la montaña»);
- hiratsa («pueblo de los sauces»).

## Localización geográfica
Antiguamente vivían entre el río Little Missouri y el río Heart, en Dakota del Norte. Actualmente comparten la reserva de Fort Berthold (Dakota del Norte) con los mandan y arikara.

## Demografía
A principios del siglo XVIII eran aproximadamente 2000 individuos. En 1794 calcularon unos 1300, y en 1832 unos 1500, pero en 1845, tras la  epidemia de viruela de 1837, se redujeron a unos 600. 
Según información de la Oficina de Asuntos de Nativos Americanos («Bureau of Indian Affairs», BIA), en 1945 eran 849 y en 1960 contaron 749, pero en 1970 aumentaron a 1200 según algunos Atlas (pero solamente 125 hablaban la lengua nativa de la tribu). En 1990 eran 6897 entre las Tres Tribus Afiliadas («Three Affiliated Tribes», los hidatsa, los mandan y los arikara). En 1995 la cifra ya sumaba 10 500 individuos, de los cuales, solamente 5100 vivían en la reserva. La tasa de paro es del 42 % y la reserva ocupa Montrail, Mercer, McKenzie, Dunn, McLean, y Ward (Dakota del Norte), con capital en New Town. La reserva, creada en 1870, tiene 988 000 acres, de los cuales 79 233 son de la tribu, y 378 606 parcelados. 
Según el censo de los Estados Unidos en el año 2000 había 1335 hidatsas censados, pero los miembros de las Tres Tribus Afiliadas eran 3807 individuos más.

## Costumbres
Los hidatsa eran sedentarios y vivían en villas semipermanentes. Practicaban la agricultura y cultivaban maíz y calabazas. También tenían grandes dotes como alfareros. Las mujeres cultivaban de todo excepto tabaco, que estaba compartido con otras tribus. Los hombres se dedicaban a la cacería del bisonte y a la guerra. Practicaban la poligamia.
Cada grupo tenía su propio capitoste. Su sociedad incluía sociedades guerreras como la del Búfalo Blanco. Se dividían en clanes matriarcales. La mayor ceremonia era la Danza del Sol y practicaban la tortura como ritual, llamada «naxpixe» (arrancar la piel). Están relacionados lingüísticamente con los crow y culturalmente con los mandan.
Uno de los rituales que llamó la atención fue el de la caza de águilas, ya que revelaba una técnica muy sofisticada consistente en cazar a las águilas mientras ellos se ocultaban en fosas: el águila es atraída por un cebo colocado encima, y cuando el ave se posa para agarrarlo, el cazador la atrapa con sus manos desnudas. El antropólogo francés, Claude Levi-Strauss utilizaría este ritual para argumentar la capacidad de pensamiento lógico- científico, dentro de lo que anteriormente se había denominado “pensamiento salvaje”.

## Historia

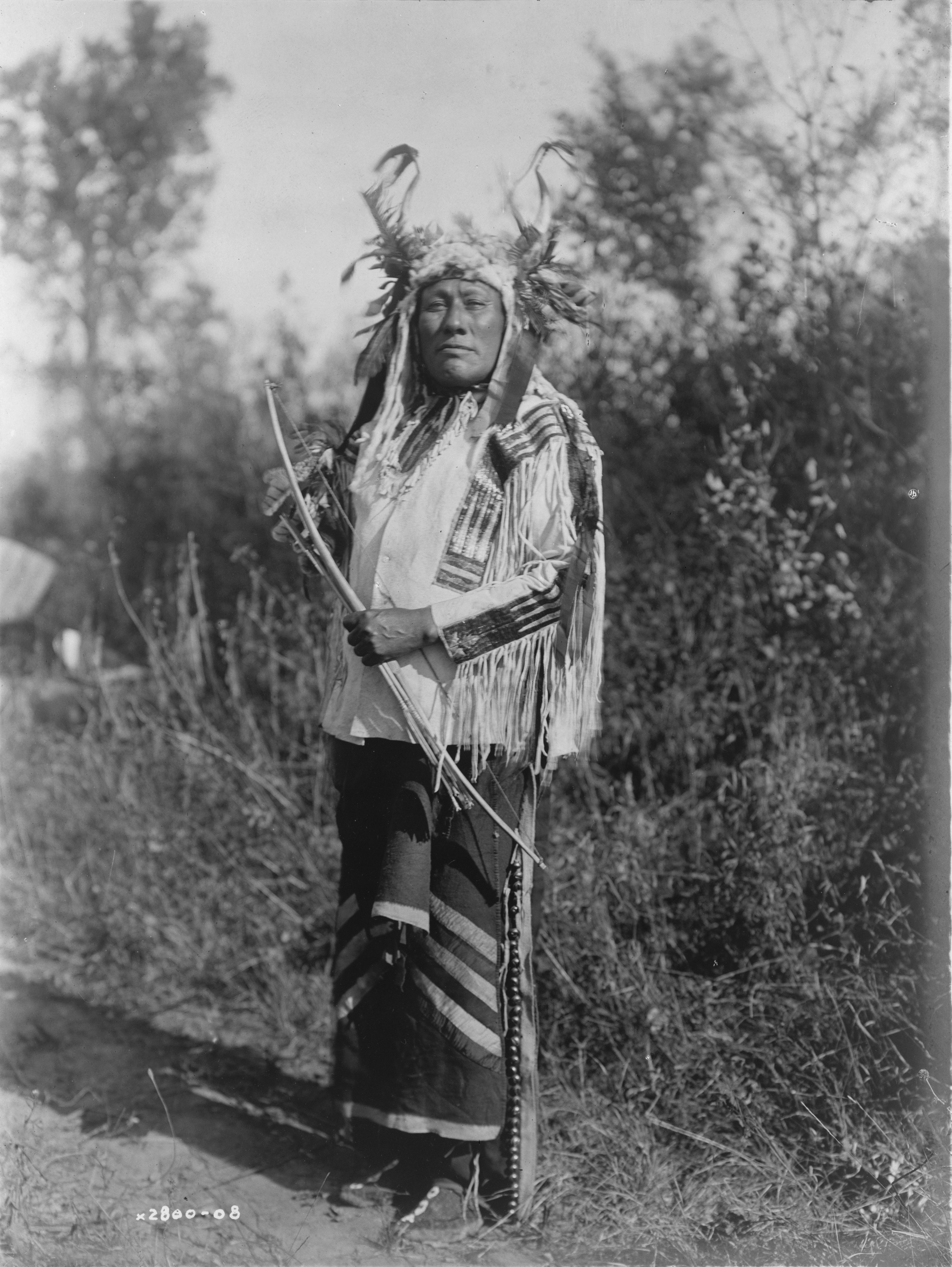
Nativo hidatsa, hacia 1908.

Antiguamente formaron una gran tribu con los crow, la tribu de los Midhokats, los cuales se separaron a comienzos del siglo XVI por una discusión en cuanto al reparto de un búfalo. En 1541 fueron visitados por el español Francisco Vázquez de Coronado, y su cultura era similar a la de otras tribus agricultoras de  Misisipi (pawnee, osage, mandan).
En el siglo XVIII ocupaban una posición central en la red comercial del norte de las Grandes Llanuras, donde cambiaban caballos, vestidos y pieles de bisonte por fusiles, cuchillos y otras manufacturas. En 1729 fueron visitados por el francés Pierre Gaultier de Varennes, sieur de La Vérendrye y en 1794 por el canadiense David Thompson, que quería establecer una fortificación inglesa y calculó 1330 hidatsa y 1520 mandan. Los sahnish los llamaron «Wiitas how nu» (bien vestidos).
En 1804 fueron visitados por la expedición de Lewis y Clark, a quienes recibieron los jefes Black Moccasin y Kokookes (conocido por los ingleses como The One-Eyed y por los franceses como La Borgne). En 1832 también les visitó William Catlin, que retrató sus costumbres y calculó que eran más de 2000 individuos. Pero en 1837 sufrieron una fuerte epidemia de viruela, que unida al hambre y el frío, los redujo en un 60-70 %. Esto obligó que en 1845 se unieran con los mandan que quedaron, y comandados por el jefe Poor Wolf y el vidente Misuri River, remontaron el río Misuri y fundaron el poblado Like-a-Fish-Hook, que fue un importante centro comercial hasta 1880, y donde también se dedicaron a la agricultura y a la ganadería.
En 1851 firmaron con los Estados Unidos el Tratado del fuerte Laramie, en el que pidieron protección contra las incursiones de los sioux, y, desde 1862, se unieron al tratado los arikara, también diezmados por las epidemias. En 1864 se fundó la base de Fort Berthlod en su territorio. En 1868 la BIA cedió a las «Three Afiliated Tribes» o Mandaree (Mandan-hidatsa-arikara) la reserva de la zona de los alrededores de Fort Berthold (Dakota del Norte), pero en 1870 el grupo comandado por el guerrero crow Flies High los abandonó y marchó hacia las llanuras. En 1876 se fundó la misión congregacionista de Charles L. Hall. Sin embargo, en 1882 se produjo el declive de Like-a-Fish-Hook como centro comercial, razón por la cual en 1888 abandonaron el poblado y se trasladaron a Elbowoods. El miembro de la tribu más destacado fue el escritor Edward Goodbird.
En 1891 fueron asignados a la recién creada reserva de Fort Berthold. En 1892 el presidente Benjamin Harrison ordenó que les devolvieran 23 000 acres, y en 1894 un millar de individuos recibieron lotes de 160 acres por familia. Sin embargo, a pesar de la prohibición federal, parte de ella fue vendida a especuladores no indios en 1910.
Algunos hidatsa participaron como voluntarios durante la Primera Guerra Mundial en el ejército de Estados Unidos. En 1930 recibieron 5 millones de dólares en compensación por los 11 millones de acres que les habían arrebatado ilegalmente. Pero en 1934 sufrieron malas cosechas y los líderes Drags Wolf y Adlai Stevenson pidieron ayuda al Congreso de Dakota del Norte. De esta manera, en 1947, los hidatsa, los mandan y los arikara recibieron 5 millones de dólares en compensación por las pérdidas sufridas durante las tormentas de ese año.
En 1956 se construyó la presa Garrison en Misuri, lo que les supuso la pérdida de 155 000 acres y que un 90 % de la tribu fuera obligada a desplazarse. Al mismo tiempo, los dirigentes tribales Martin Cross y Carl Whitman Jr, provocaron una fuerte división política entre los miembros de la tribu.
En 1970 les devolvieron las tierras que habían sido vendidas a los no indios en 1910, y en 1987 las Tres Tribus Federadas ganaron en la corte estatal de Dakota del Norte el derecho de demandar a los no indios. Hasta entonces habían recibido entre 178 y 412 millones de dólares en compensación por las pérdidas en Misuri.